# Ruprechtia pallida
Ruprechtia pallida är en slideväxtart som beskrevs av Paul Carpenter Standley. Ruprechtia pallida ingår i släktet Ruprechtia och familjen slideväxter. Inga underarter finns listade i Catalogue of Life.